# Semer
Semer är en by (village) och en civil parish i Babergh, Suffolk i sydöstra England. Orten har 158 invånare (2001). Den har en kyrka.